# Postřelmůvek
Postřelmůvek település Csehországban, Šumperki járásban. Postřelmůvek Postřelmov, Zborov, Vyšehoří, Rovensko, Svébohov és Chromeč településekkel határos. Lakosainak száma 303 fő (2024. január 1.).

## Népesség
A település lakosságának változását az alábbi diagram mutatja:
| Lakosok száma | 409  | 422  | 404  | 338  | 366  | 341  | 304  | 315  | 317  | 303  |
|               | 1869 | 1890 | 1921 | 1950 | 1980 | 2001 | 2017 | 2019 | 2022 | 2024 |